# Fengqing
Fengqing léase Feng-Ching (en chino:凤庆县, pinyin:Fèngqìng xiàn, Lit: celebración del Fénix) es un condado bajo la administración directa de la ciudad-prefectura de Lincang. Se ubica al oeste de la provincia de Yunnan, sur de la República Popular China. Su área es de 3471 km² y su población total para 2010 fue +400 mil habitantes. 

## Administración
El condado Fengqing se divide en 12 pueblos que se administran en 7 poblados y 5 villas. 